# 卡-50攻擊直升機
卡-50「黑鯊」武装直升机（英語：Ka-50）是苏联及俄罗斯的一型单座双发共轴双三桨旋翼多用途武装直升机。
卡-50武装直升机是世界上第一型同軸反轉螺旋槳武装直升机，也是世界上首型采用单人座舱的近距支援武装直升机，还是第一型装备弹射救生座椅的直升机，依照世界各国直升机划代标准属于第三代的级别。作为俄罗斯下一代反坦克直升机，得益於重型武装直升机的規格，还可用于执行反舰、反潜、搜索和救援、电子侦察等任务。
卡-50武装直升机是苏联卡莫夫设计局（卡莫夫直升机公司）和米里设计局的米-28武装直升机竞争的结果，由卡莫夫设计局1977年完成设计，1982年6月17日（一说7月27日）首飞，1993年首次公开参加了英国范堡罗航展，1995年8月正式服役。後來研製的衍生型號卡-52，則在21世紀開始列裝。

## 發展沿革

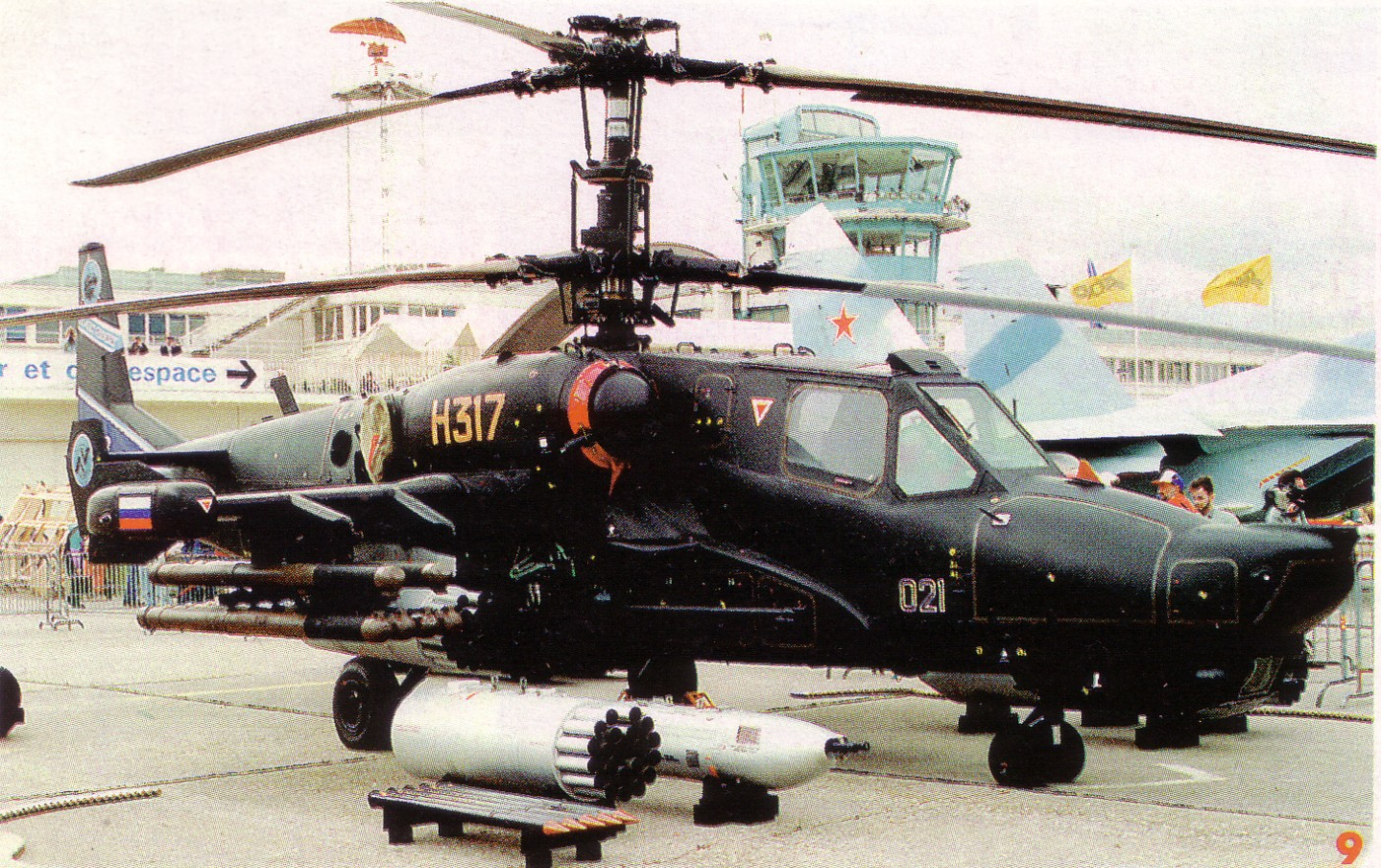
Ka-50 發表會

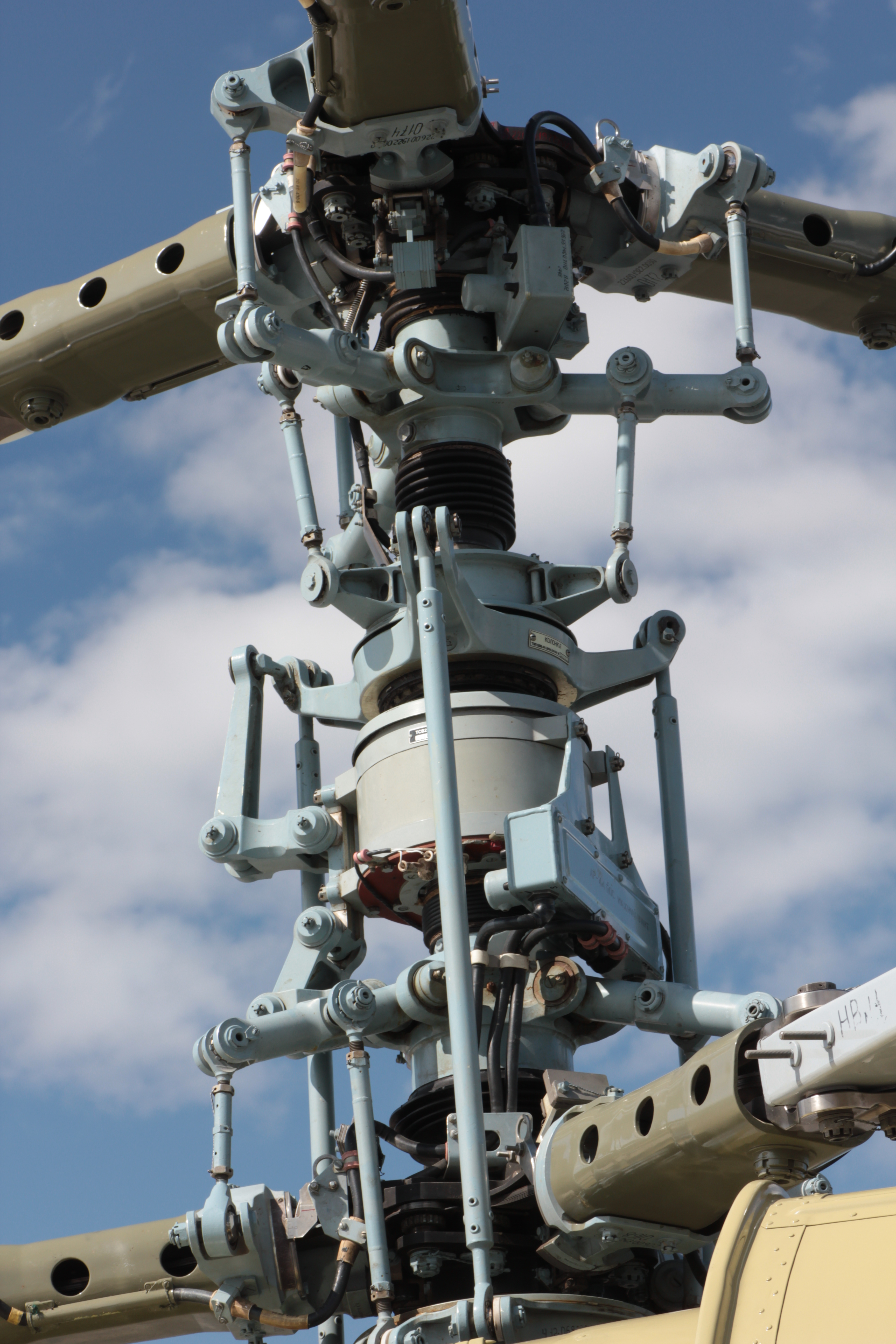
同軸反轉螺旋槳軸近照

卡-50設計成小型輕快靈活之餘且有強大生存力和攻擊力的直升機。設計目標是最小最輕的範圍內達到最快速度和敏捷性， 它也是唯一單人操作的攻擊直升機。卡莫夫設計局在蘇聯阿富汗戰爭結束後下了一個結論，未來的直升機必須自動做到低空飛行、捕捉目標、武器發射、導航等機械式動作；而不須駕駛員太介入這些操作只須將心力花在任務內容的研判；但是后来卡-50的許多駕駛員反馈在駕駛時的綜合工作量依然不少，后来卡-52就回到双座（驾驶员，武器操作员）布局。
卡-50的整體輪廓也較小，減低被打中機率，机身较短。卡莫夫保證其同軸旋翼被23毫米以下口徑的武器打中後依然能運作。由於兩翼相反方向旋轉，所以零力距效應可使風對卡-50的干擾減至最低，且在任何速度下都有極高原地回旋和悬停效率。

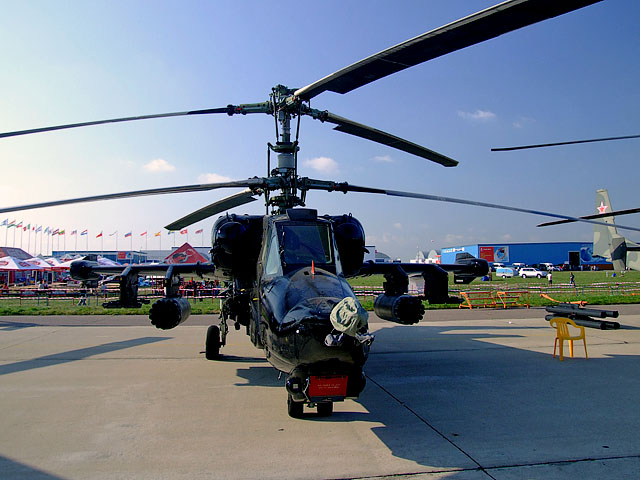
在2007年莫斯科航展作靜態展示的卡-50。

像其他卡莫夫設計局的直升機一樣，卡-50採用同軸反轉雙旋翼系統，可以免除後尾旋翼並且提高特技飛行能力（虽然曾造成打桨的意外，但公司已经声称逐渐改善）————它可以完成拉機頭向上繞圈，側滾，和「漏斗」（一種繞圈攻擊當機體對準目標軸線時可以一邊改變高度、空速和仰角一邊繞圈攻擊目標）。
發表時曾經考慮過欺騙北約國家，因為其單座設計很具有先進性，所以頭兩架還做了假的窗戶，後來也證實在西方國家的報告中生效，很多北約國家被騙。蘇聯航空年鑑1989版指出「美國國防部說此直升機並不具有反戰車設計。而主要是空對空作戰用途（此猜測並未被普遍認可）... 像其他直升機一樣，『Hokum』有兩名縱列機員，第二名在後方稍高的座位。」，可見當時許多西方國家被騙過。
自從直升機的旋翼尖端速度突破超音速後產生的各種問題一直是直升機極速的限制因素，使用同軸反轉雙旋翼意味著兩個旋翼都能以較低速度運行且用較小的旋翼。所以雙旋翼可以使黑鯊最高速度超越美國AH-64直升機。而免除尾旋翼也有許多好處因為穩定用的尾旋翼會用掉30%引擎馬力，且尾旋翼被攻擊一直是直升機戰損的主因（尤其在越戰）。卡-50也是第一架像戰鬥機一樣有「星」集團生產的K-37-800彈射座椅的直升機；不但加強人員生存性，也增加駕駛員心理上的作戰意願。當座椅下火箭點燃時，兩組旋翼中央的爆炸螺栓把所有6片旋翼炸离，叶片与桅杆（转子毂）上的叶片套筒分离。几分之一秒后，座舱罩被弹射出去，飞行座椅后上方的白色小火箭点火射出座舱，火箭下端的绳索繫在飛行員座椅上，借火箭向上的拉力将座椅拉出座舱，飞行员立即与座椅分离，然后开启降落伞。弹射速度范围在90-350公里/小时，弹射高度范围为从0到5000米。整个逃生过程只有2.5秒。
第一架卡-50原型機暱稱「狼人」，然而官方還是公佈正式名稱「黑鯊」。在蘇聯解體大砍軍費前，卡-50就進入了量產階段，只是訂購量有所降低。據說因為卡-50研發知識有在國際上被人公開販售，卡莫夫設計局考慮重新召回主要工程師和系統包商。卡-50計畫將被用來搭配米-28直升機的特種作戰，所以2006年卡-50已經重開生產線。

### 卡-50-2「天生戰士」
1997，以色列航太工業和卡莫夫設計局聯手競標土耳其145架（後來減為50架）攻擊直升機的40億美金合約。新設計取名卡-50-2「天生戰士」，可以說是卡-50現代化後雙座版，以色列加裝了全數位化的玻璃駕駛艙和側邊可摺疊式30毫米機砲（類似義大利原本要推銷給卡-50的槍塔。）「天生戰士」贏過歐直虎式直升機和AH-64，但是輸給改良版AH-1「眼鏡蛇」。最後義大利阿古斯特維斯特蘭A129「野馬」直升機還是勝出贏得合約。之後俄羅斯也決定自己不購買，卡莫夫至今還是積極找尋買方。

### 卡-52

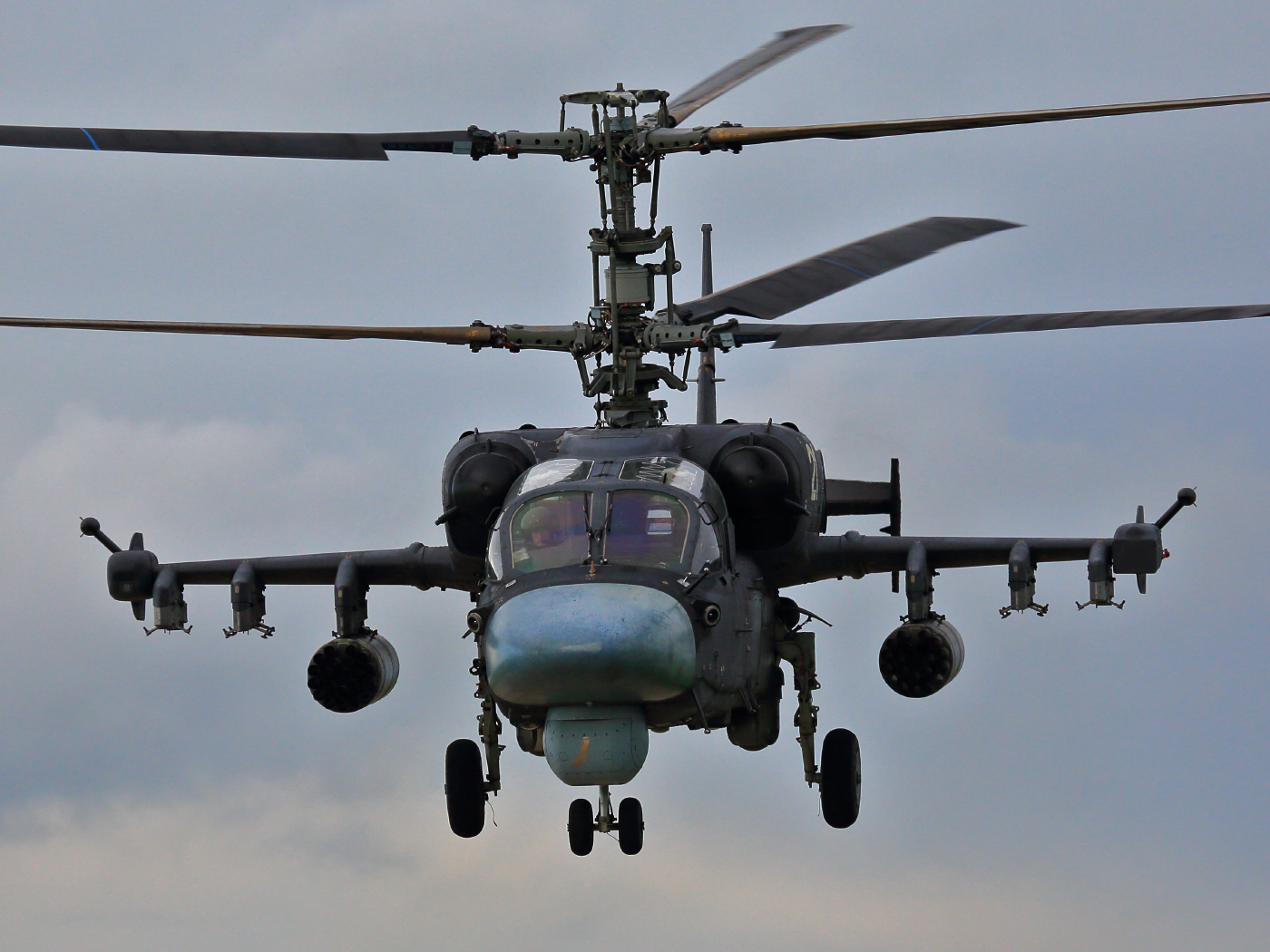
卡-52「短吻鱷」（2015年）。

卡-52是另一種卡-50改裝版。特徵是並列式雙駕駛員和加強對直升機作戰的武備。旋翼類似原始卡-50，但機鼻線條較圓滑以容納兩名駕駛，減少了一些駕駛艙裝甲和機頭雷達罩空間。卡-52保留了側面機砲和六個飛彈掛載點的設計，當前俄方正在研究武器與抗氣候能力更強的卡-52M型，可以發射遠程導彈。
蘇聯的解體影響了卡-52的量產，只有極少量原型機存在。但是在經濟逐漸有起色後俄羅斯打算重新開始穩定生產，除了陸軍使用，卡-52也給兩棲舰配套，當時原定裝備與俄海軍外購的西北風級兩棲突擊舰之上，但因為俄國2014年佔領克里米亞後被法國制裁而又一度停滯，後來终于販售給埃及使用（也正好是法國製造的西北風的后续买家），也因此另有推出完全針對海軍型的卡-52K，2019年在莫斯科航展上曾亮相，此型號的外銷受到中國海軍表現出購買的興趣，與標準型的卡-52主要差別在於可摺疊的主旋翼和短翼，防寒救生衣，還有偵搜系統的修改。

## 武器

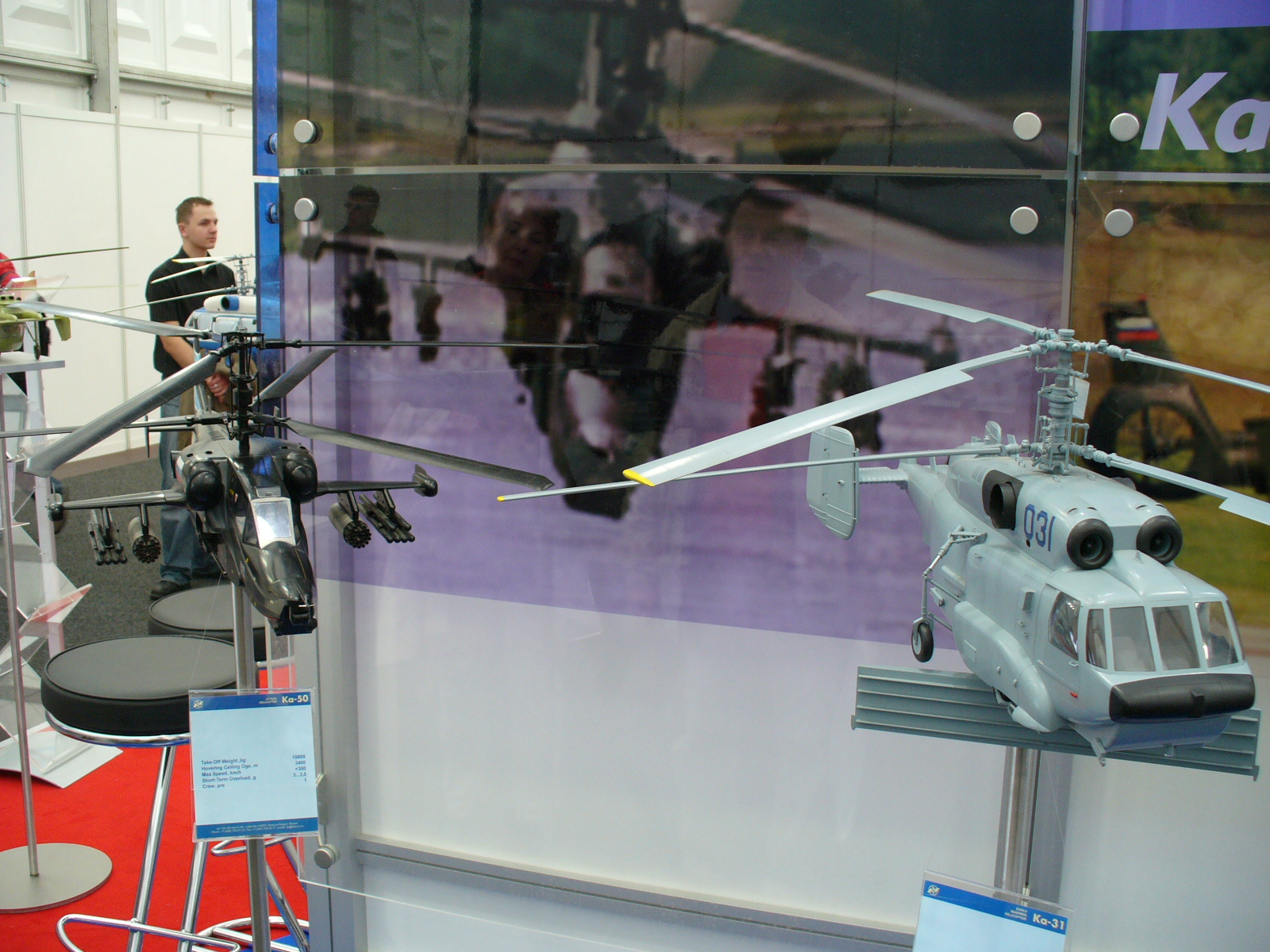
卡-50模型（左）

卡-50可以在短翼上掛載四具武器翼尖還能掛載兩具，總重不超過2300公斤即可。
主要重武器是十二枚激光制導9K121旋風反坦克導彈射程可達10公里，激光传感器安装在导弹尾部，载机发射后需要一直对准导弹发射激光直至导弹命中目标。火控系統可以在四架卡-50之間自動分享所有目標資訊，可以由一架負責偵蒐再把目標傳給隱藏在安全處的三架發射武器，系統還能從地面基地或是斥候部隊接收目標資訊。
內建的希普諾夫2A42型30毫米機砲半固定於機身右側，只能改變少許的角度。但他是雙旋翼直升機，故特色的高機動性可使火控系統快速瞄準（透過轉動全機身）把機砲對準駕駛員頭盔瞄準器瞄到的目標，其速度和AH-64或米-28的旋轉砲塔一樣快。半固定式的機砲最大考量是可以增加準確度和加長槍管得到的額外射程，這兩點是優於砲塔式。

## 衍生型
- V-80（英语：Kamov V-80）（原型機）
- 卡-50
- 卡-50N
- 卡-50Š
- 卡-50-2「天生戰士」
- 卡-52「短吻鱷」 (俄語：Аллигатор，北約代號： Hokum B)
- 卡-52K：海基版[3]
- 卡-52M：换上GOES-451M光电目标指引塔、BKS-50M机载通讯系统、加装SUO-806PM武器控制系统，使得卡-52M可以发射最新的LMUR“多功能轻型导弹”、以及 L418 Monoblock 导弹防护系统。

## 服役史

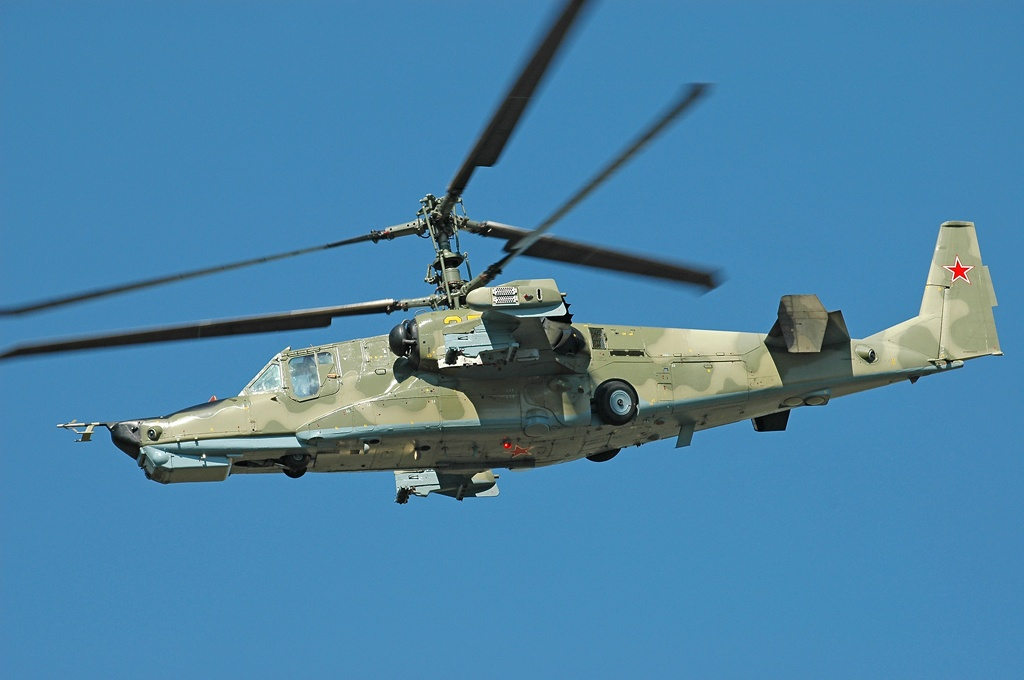
飛行中的卡-50

2001年一月，卡-50展開第一次實戰任務攻擊車臣。之後還進行多項任務，雖然它不像米-24數量那麼多但是反而更適合進行反游擊戰。
2022年二月開始的俄烏戰爭大規模參戰，也有部分損失，甚至因為過度低空作戰，以至於被反坦克武器擊落，但俄軍經評估與檢討，夏季改由卡-52對空遠距離射擊，擔任破壞烏方軍事目標及協助俄軍裝甲部隊對地空中支援之主力，拉伸作戰範圍後獲得不俗戰果。另外經過數個月後，據軍事裝備相關報導，專家與記者發現卡-52在高強度重負荷使用下有震動的現象。2023年10月17日，乌克兰武装部队發動蜻蜓行动，驻扎在别尔江斯克和卢汉斯克俄占区的多架Ka-52遭美国援助之ATACMS导弹打击，据事后获得的卫星图像，共计15架Ka-52受损，其中7架明显被彻底摧毁，而剩余的一些也可能已失去维修价值。

## 服役國
- 俄羅斯
  - 俄羅斯空軍 -130架卡-52
  - 俄羅斯海軍航空兵 - 1、2架卡-52K用於測試
- 埃及
  - 埃及空軍 - 46架卡-52（使用OES-52光电转塔）（卡-52K後來取消購買） [9][10]

## 技術規格
| 一般資料 - 乘員： 一名 - 長度： 13.50公尺 - 高度： 5.4公尺 - 旋翼直徑：14.50公尺 - 旋翼面積：330.3公尺² - 空重： 7,800 公斤 - 載重： 9,800 公斤 - 最大起飛重量： 10,800 公斤 - 發動機： 兩具 克利莫夫TV3-117VM（1,660 kW） 性能 - 最高速度： 390 公里/小時 - 巡航速度： 270 公里/小時 - 航程： 1,160 公里 - 實用升限： 5,500公尺 - 爬升率： 10公尺/秒 - 旋翼負荷： 30 公斤/公尺² - 推重比： 0.33 kW/公斤 武器 - 固定︰一座希普諾夫2A42機炮，口徑 30 公釐，備彈 250 發 - 選掛︰反坦克飛彈（9K121／9M120）、空對空飛彈（R-73）、火箭莢艙（B-8V20／B-13L1）、炸彈莢艙、機砲莢艙 | 一般資料 - 乘員： 一名 - 長度： 13.50公尺 - 高度： 5.4公尺 - 旋翼直徑：14.50公尺 - 旋翼面積：330.3公尺² - 空重： 7,800 公斤 - 載重： 9,800 公斤 - 最大起飛重量： 10,830 公斤 - 發動機： 兩具克利莫夫TV3-117VM（1,660 kW） 性能 - 最高速度： 390 公里/小時 - 巡航速度： 270 公里/小時 - 航程： 1,160 公里 - 實用升限： 5,500公尺 - 爬升率： 10公尺/秒 - 旋翼負荷： 30 公斤/公尺² - 推重比： 0.33 kW/公斤 武器 - 固定︰一座希普諾夫2A42機炮，口徑 30 公釐，子彈 250 發 - 選掛︰反坦克飛彈（9K121／9M120）、空對空飛彈（R-73）、火箭莢艙（B-8V20／B-13L1）、炸彈莢艙、機砲莢艙 | 一般資料 - 乘員： 兩名 - 長度： 15.90公尺 - 高度： 5.4公尺 - 旋翼直徑：14.50公尺 - 旋翼面積：330.3公尺² - 空重： 8,300 公斤 - 載重： 10,400 公斤 - 最大起飛重量： 11,400 公斤 - 發動機： 兩具克利莫夫TV3-117VM（1,660 kW） 性能 - 最高速度： 310 公里/小時 - 巡航速度： 250 公里/小時 - 航程： 1,100 公里 - 實用升限： 5,500公尺 - 爬升率： 8公尺/秒 - 旋翼負荷： 32 公斤/公尺² - 推重比： 0.33 kW/公斤 武器 - 固定︰一座希普諾夫2A42機炮，口徑 30 公釐，子彈 250 發 - 選掛︰反坦克飛彈（9K121旋風反坦克導彈／9M120反坦克導彈）、空對空飛彈（R-73飛彈）、多用途導彈（LMUR導彈）、火箭莢艙（B-8V20／B-13L1）、炸彈莢艙、機砲莢艙 |

## 事故

### 失事
- 2023年9月，一架Ka-52攻擊直升機在烏克蘭執行任務時，因機械故障或人為技術因素墜毀。[12]

### 戰損
- 俄羅斯入侵烏克蘭：根據民間情報網站Oryx[13]，俄羅斯有照片佐證的損失高達60架卡52。

## 流行文化

### 電子遊戲
- 2011年—《DCS World》（Black Shark）：以KA-50作為DLC模組，由Eagle Dynamics SA開發，為DCS World中第一款玩家能夠操作的戰鬥直升機模組。距釋出該模組多年後，於2020年年初製作團隊完成座艙建模和貼圖品質的更新，據悉該模組還有多項功能和細節仍在持續製作完備中。
- 2012年—《战争前线》：命名为“KA-50”，作為黑木帝国主力直升机，在PVE模式地图“遭遇直升机”（中东战区）/“逃出生天”（巴尔干战区）/“黑鲨行动”（巴西战区）/“空中楼阁”（中国战区）/“大坝风云”（非洲战区）中作为关底BOSS出现，攻击方式为火箭荚舱以及机炮，只有SA-16才能对其造成有效伤害。
  - 在某些关卡里可能拥有属于前线军团的KA-50，但是由于玩家无法与其互动，所以无法确定是否为友军。
  - 在新手教学关卡里，如果玩家抬头望向天空，会看到一架属于前线军团的KA-50在空中盘旋，但直升机底部印有黑木帝国的標記，不知是否为前线军团缴获但尚未更换涂装还是敌军派来侦查前线基地的。
  - 在“前线防空”任务里，玩家护送的9K22通古斯卡履带式弹炮合一系统（游戏命名为SEM）会击落一架该机。
- 2019年—《戰爭雷霆》
  - KA-50和KA-52于2019年10月29号的更新 1.93“Shark Attack”中加入游戏。KA-50為蘇聯直升機線的六階禮包直升機，售價為49.99美金，KA-52為七階銀幣直升機。

### 電影
在黑亞當 (電影)中傭兵組織「國際幫（英語：Intergang）」曾以兩架卡-50攻擊直升機攻擊剛喚醒的黑亞當，但以被擊落告終。

## 相關連結
- AH-64阿帕契
- Mi-28攻擊直升機
- 卡-27直升機
- 直-10
- 虎式直升机